# Арчіл (цар Імереті)
Арчіл II (груз. არჩილი II, 1647–1713) — цар Імереті (1661–1663, 1668–1669, 1678–1679, 1690–1691, 1695–1696, 1698) та Кахетії (1664–1675), поет-лірик, старший син царя Картлі Вахтанга V. Один із засновників грузинської колонії у Москві.

## Життєпис
Народився 1647 року. 1661 Вахтанг V, батько Арчіла, виступив у похід проти імеретінського царя Баграта V. Вахтанг зайняв Кутаїсі та полонив імеретінського царя. Вахтанг посадив на царський трон свого 14-річного сина Арчіла. 1663 року на вимогу Порти Вахтанг V був змушений забрати Арчіла з престолу та звільнити з полону законного царя Баграта V Сліпого.
У 1664–1674 роках був царем Кахетії. 1678 року проводив таємні перемовини з імеретінськими вельможами, невдоволеними правлінням свого царя Баграта. Арчіл за підтримки місцевої знаті зайняв Кутаїсі та повторно зайняв царський трон в Імереті. Баграт Сліпий втік зі столиці до Гурії. Звідти він звернувся через ахалциського пашу по допомогу до Порти. Турецький султан відрядив велике військо на допомогу Баграту. У серпні 1679 турецька армія вторглась до Імеретії та почала її спустошувати. Арчіл зібрав військо та хотів битись із противником, але багато з імеретінців почали переходити на бік Баграта. Арчіл був змушений піти до Рачі, а звідти переїхав до Кулбіті й Двалеті.
1681 року Арчіл разом із дітьми переїхав до Москви, щоб прохати про допомогу тамтешніх правителів. Там він прожив упродовж трьох років.
1687 року на запрошення свого молодшого брата, картлійського царя Георгія XI, Арчіл разом із синами повернувся до Грузії. Георгій XI знову вирішив посадити свого брата Арчіла на царство в Імереті. Брати налагодили зв'язки з імеретінськими вельможами. Арчіл вирішив звернутись по допомогу до турецького султана та кримського хана. Сам Арчіл вирушив до Абхазії, де в Зуфу його прийняв князь Шервашидзе. Турецький султан відрядив до Імереті свого спеціального представника — капучі, щоб дізнатись, кого місцева знать бажає бачити на троне — Олександра чи Арчіла. Олександр вирішив убити капучі, але тому вдалось уникнути смерті й утекти до Ахалцихе. Там турецький чиновник зустрівся з Георгієм, який пообіцяв скласти присягу Порті, а у заручники відрядити своїх дітей. Після цього султан визнав Арчіла царем. 1690 року велике турецьке військо вторглось до Імереті. Олександр IV втік до Картлі. 1691 року останній звернувся по допомогу до ахалциського паші. Арчіл не зміг опиратись і втік до Рачі, а звідти виїхав до Картлі.
1695 імеретинська знать змовилась проти свого царя Олександра IV, якого було взято і вбито в Руїсі. Того ж року Арчіл знову зайняв імеретінський царський трон.
1698 Арчіл у черговий раз зайняв престол. Турецький султан наказав Селім-паші вигнати Арчіла з Імереті. Більшість імеретинських вельмож перешли на бік паші та Симона, який прибув з Картлі. Арчіл, втративши підтримку місцевої знаті, восени втік до Рачі.
Навесні 1699 року Арчіл остаточно переїхав до Росії й оселився у Москві. Займався літературною діяльністю, написав поетичну збірку «Арчіліані». Став одним із засновників грузинської колонії у підмосковному селі Всехсвятське. За нього там було відкрито першу грузинську друкарню.

## Родина
Був одружений двічі. Перша дружина — дочка князя Нодара Ціцішвілі. Друга дружина — Кетеван, онука царя Кахетії Теймураза I. Всі діти народились від другого шлюбу:
- Олександр (1674–1711) — перший в історії Росії генерал-фельдцейхмейстер
- Мамука (1676–1693)
- Дареджан (1678–1740)
- Давид